# 狭瓣粉条儿菜
狭瓣粉条儿菜（学名：Aletris stenoloba）为百合科粉条儿菜属下的一个种。